# Małowody
Małowody (ukr. Маловоди, Małowody) – wieś na Ukrainie w rejonie tarnopolskim należącym do obwodu tarnopolskiego. 
W II Rzeczypospolitej wieś w powiecie podhajeckim województwa tarnopolskiego.
W latach 1939 -1944 nacjonaliści ukraińscy z OUN-UPA zamordowali tutaj 30 Polaków. Działała tutaj polska samoobrona, która udaremniła kilka napadów banderowców.
Do 2020 w rejonie trembowelskim.